# 中沢孝夫
中沢 孝夫（なかざわ たかお、1944年- ）は、日本の経済評論家、福井県立大学経済学部経営学科特任教授。専門は、地域活性化論、中小企業論、産業論、人材育成論。
娘はフリーライターの中沢明子。

## 経歴
群馬県出身。高校を卒業後、郵便局勤務から全国逓信労働組合本部勤務を経て、1989年に立教大学法学部に入学。1993年同大卒。姫路工業大学（現・兵庫県立大学）環境人間学部教授を経て、2008年4月から福井県立大学経済学部教授、2009年より特任教授。日本の中小企業の実力を実証した著書「中小企業新時代」がベストセラーとなった。
製造業を中心に約600社の経営者や従業員からの聞き取り調査を実施したり、数多くの商店街の実態調査を行うなど、具体的なミクロの経済を専門とし、丹念な取材を行っている。「日本経済新聞」の書評欄でビジネス本を担当。「週刊朝日」の書評欄、「週刊エコノミスト」のコラムなどの執筆の他、NHK「視点・論点」のレギュラー・コメンテーターとして出演。論文「良質な社会と自己訂正能力」で高橋亀吉賞（1992年東洋経済新報社）を受賞。現在、兵庫県経済雇用戦略会議委員。

## 著書
- 『良質な社会と自己訂正能力』　平原社  1994/06
- 『起業家新時代—個性派経営者が語る不屈の経営と技術』　平原社　1995/10
- 『働きものたちの同時代』 東京新聞出版局　1996/05
- 『中小企業新時代』 岩波新書　1998/9
- 『変わる商店街』 岩波新書　2001/3
- 『地域人とまちづくり』 講談社現代新書　2003/4
- 『トヨタを知るということ』 講談社　(赤池学との共著)　2004/11
- 『技術立国日本の中小企業』 角川書店 2006/2
- 『すごい製造業』 朝日新書 2008/1
- 『中小企業は進化する』　岩波書店　2009/5
- 『就活のまえに　良い仕事、良い職場とは？』　ちくまプリマー新書　2010/1